# Васенин, Юрий Николаевич
Юрий Николаевич Васенин (2 октября 1948, Черняховск, Калининградская область — 2 мая 2022) — советский футболист, полузащитник; тренер. Мастер спорта СССР (1970).

## Биография
Воспитанник группы подготовки калининградской «Балтики».
Выступал за команды «Балтика» (1966—1967, 1977—1978), «Динамо» Ставрополь (1968), СКА Ростов-на-Дону (1969), «Заря» Ворошиловград (1970—1976).
В 1972—1973 годах сыграл 9 матчей за сборную СССР.
Тренер (1979) и главный тренер (1991—1992) «Балтики». Тренер в ДЮСШ «Балтика» (1980—1990, с 1992-го). С сентября 2008 г. — тренер в СДСЮШОР № 5.
Скончался 2 мая 2022 года.

## Достижения
- Чемпион СССР (1972).
- финалист Кубка СССР 1974, 1975
- В списке 33 лучших футболистов сезона — 1 раз (1972, № 3)